# Parazaona morenensis
Parazaona morenensis är en spindeldjursart som först beskrevs av Albert Tullgren 1908.  Parazaona morenensis ingår i släktet Parazaona och familjen blindklokrypare. Inga underarter finns listade i Catalogue of Life.